# 马秀英 (淮剧演员)
马秀英（1932年—2012年1月3日），原名荣发，江苏省泰县口岸（今高港区）人，中共党员，淮剧演员、国家级非遗传承人，一级演员，享受国务院特殊津贴。
她被称为“唱不倒”、“唱不死的马秀英”。

## 生平
她出身淮剧世家，父亲马麟童曾首创生腔“马派自由调”。8岁起，随父学艺。曾师从淮剧旦角马艳琴学习工刀马旦和青衣花旦。1951年，马秀英参加淮光剧团，即上海淮剧团前身。抗美援朝期间，马秀英曾随国家慰问团赴朝鲜慰问演出。马秀英嗓音脆美甜亮，吐字清晰，擅长演唱乡土味浓郁的“老淮调”。
1980年，马秀英获得上海市现代戏汇演优秀演出奖，同年当选为上海戏剧家协会常务理事。1993年，马秀英获得全国地方戏曲交流表演奖。1995年，获得中国唱片公司金唱片奖。2010年5月，马秀英在艺海剧院举办马秀英传承剧目专场，这成为她最后一次登台演出。
2012年1月3日17点49分，马秀英在上海市徐汇区中心医院逝世。